# Carl Størmer

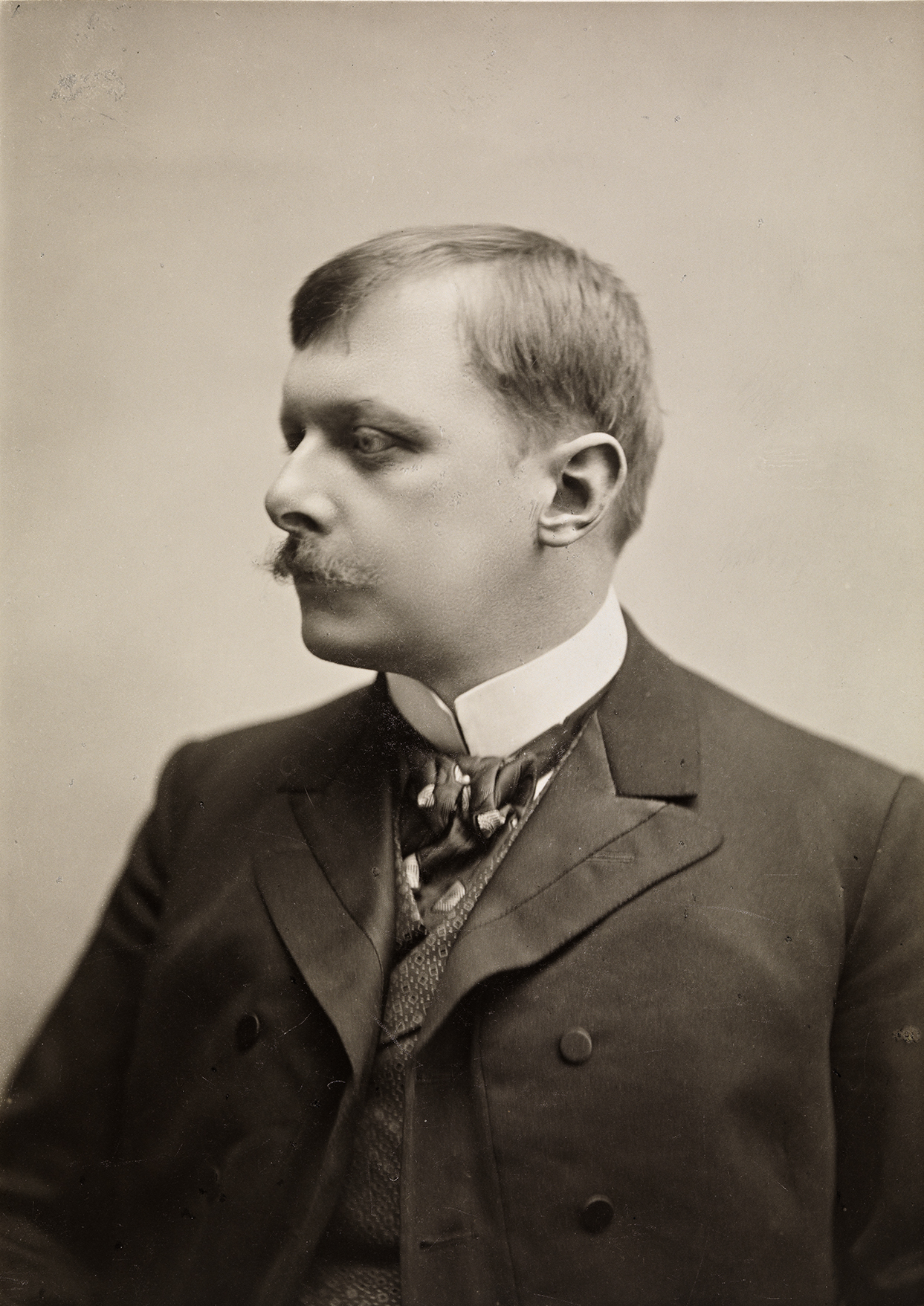
Porträt von Carl Størmer

Fredrik Carl Mülertz Størmer (* 3. September 1874 in Skien; † 13. August 1957 in Oslo) war ein norwegischer Geophysiker und Mathematiker.

## Karriere
Sein Vater Georg war Apotheker und seine Mutter Elisabeth eine geborene Mülertz. Als er zwölf Jahre alt war, zog die Familie nach Oslo. Als sein mathematisches Talent deutlich wurde, erhielt er Unterricht von einem Freund der Familie, der Mathematikprofessor war. Seine erste mathematische Veröffentlichung erschien 1892, als er noch Gymnasialschüler war. Størmer studierte ab 1892 Mathematik an der Universität Oslo, das damals noch Christiania hieß, mit dem Kandidaten-Abschluss 1898. Anschließend setzte er sein Studium bis 1900 in Paris fort, wo er unter anderem bei Émile Picard, Henri Poincaré, Paul Painlevé, Camille Jordan, Gaston Darboux und Édouard Goursat hörte. 1902 besuchte er die Universität Göttingen. 1903 wurde er promoviert. Størmer war von 1903 bis 1946 Professor für reine Mathematik an der Universität Oslo. Dort gründete er 1934 das Institut für theoretische Astrophysik. Außerdem war er erster Präsident der 1918 gegründeten Norwegischen Mathematischen Gesellschaft.

## Werk

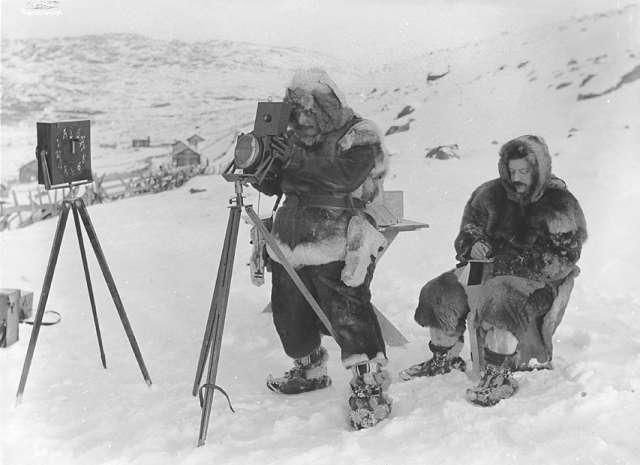
Carl Störmer mit seinem Assistenten Bernt Johannes Birkeland in Alta in Norwegen bei der Polarlichtforschung 1910

Størmer begann sich 1903 über den Physiker Kristian Birkeland für Polarlichtforschung zu interessieren. Birkeland untersuchte ähnliche Phänomene im Labor mit Hilfe einer magnetisierten Kugel im Vakuum, die er mit Elektronen bestrahlte (Kathodenstrahlen). Størmer entwickelte eine mathematische Theorie der Nordlicht-Phänomene und stellte Feldbeobachtungen an, wofür er die Beobachtungsgeräte und -prozeduren selbst entwickelte. Nach ihm und Loup Verlet ist die Verlet-Störmer-Methode zur numerischen Integration der Newtonschen Bewegungsgleichungen von miteinander wechselwirkenden Teilchen benannt, die er in seiner mathematischen Untersuchung der Polarlichter anwandte. Dazu untersuchte er die Bewegung geladener Teilchen im Feld einer magnetisierten Sphäre. Die notwendigen Berechnungen waren damals vor dem Computerzeitalter sehr aufwändig und er zog seine Studenten dazu heran. Seine Vorhersagen wurden von Ernst Brüche und Willard Harrison Bennett experimentell im Labor überprüft. So leitete er ab, dass der Krümmungsradius der Bahnen proportional zum umgekehrten Quadrat des Abstands vom Zentrum der Sphäre ist, das nicht alle Bahnen „erlaubt“ waren und das kleine Störungen durch das Erdmagnetfeld verstärkt werden, was die Faltenschleier-Formen erklärte. Er untersuchte auch die Bahnen im Erdmagnetfeld gefangener Teilchen, was später zum Beispiel bei der Theorie des Van-Allen-Gürtels Anwendung fand. Störmer sagte auch einen kreisförmigen elektrischen Strom in der Äquatorebene voraus. Er machte zahlreiche photographische Beobachtungen der Aurora borealis von verschiedenen Stellen Norwegens aus und bestimmte die Höhe durch Triangulation auf im Mittel 110 km. Außerdem klassifizierte er das Polarlicht nach Formen und entdeckte 1926 das Phänomen der sonnenbeschienenen Aurora, wenn die Sonne die obere Teil der Aurora (bis 1000 km Höhe) in der Dämmerung bescheint. Sein Buch über Polarlichter von 1955 war lange ein Standardwerk. Außer Polarlichter befasste er sich mit Pulsen des Erdmagnetfeldes, Echos bei Radioübertragungen, leuchtenden Nachtwolken, polaren Stratosphärenwolken, dem Zodiakallicht, Meteoritenbahnen, der Sonnenkorona, solaren Wirbeln und kosmischen Strahlen.
1936 hielt er einen Plenarvortrag auf dem Internationalen Mathematikerkongress (ICM) in Oslo (Programme for the Quantitative Discussion of Electron Orbits in the Field of a Magnetic Dipole, with Application to Cosmic Rays and Kindred Phenomena) und 1924 auf dem in Toronto (Modern Norwegian Researches on the Aurora Borealis). Er war auch 1936 Präsident des ICM in Oslo. 1908 hielt er einen Vortrag auf dem ICM in Rom (Sur les trajectoires des corpuscules électricés dans le champ d'un aimant élémentaire avec application aux aurores boréales).
In der Zahlentheorie sind Størmer-Zahlen nach ihm benannt. Von ihm stammt der Satz von Størmer. Sei P eine endliche Menge von Primzahlen, dann sind P-glatte Zahlen solche, die als Produkt von Primzahlen aus P und ihren Potenzen dargestellt werden können. Størmer bewies, dass es nur endlich viele aufeinanderfolgende P-glatte Zahlen gibt und er gab eine Methode an, sie mit Hilfe der Pell-Gleichungen zu bestimmen (die Methode wurde von Derrick Henry Lehmer vereinfacht).
Er fand auch eine Formel für Pi, die wie die Formel von John Machin Gregory-Zahlen verwendet, das heißt solche der Form {\displaystyle \arctan {\frac {1}{n}}}, wobei {\displaystyle n} eine natürliche Zahl ist. Machin's Formel verwendet zwei Gregory-Zahlen, Störmer fand drei weitere. Er fand 102 Kombinationen von drei Gregory-Zahlen, die Pi darstellen und eine Kombination von vier Gregory-Zahlen für Pi von Störmer wurde 2002 von Yasumasa Kanada benutzt für einen damaligen Rekordwert der Berechnung von Pi.
Als Mathematiker befasste er sich neben Zahlentheorie wurden und Differentialgleichungen auch mit Liegruppen, der Gammafunktion und Diophantischer Approximation und Theorie transzendenter Zahlen aus der Theorie elliptischer Funktionen. Ab 1905 war er einer der Herausgeber von Acta Mathematica und er war auch Herausgeber der Werkausgaben der norwegischen Mathematiker Niels Henrik Abel und Sophus Lie.

## Ehrungen und Mitgliedschaften
Er war seit 1918 korrespondierendes und seit 1934 Ehrenmitglied der Akademie der Wissenschaften der UdSSR. 1947 wurde er als korrespondierendes Mitglied in die Académie des sciences aufgenommen. Er war auswärtiges Mitglied der Ukrainischen Akademie der Wissenschaften und auswärtiges Mitglied der Royal Society. 1900 wurde er Mitglied der Norwegischen Akademie der Wissenschaften. Er war Ehrendoktor der Universität Oxford (1947), der Universität Kopenhagen (1951), der Sorbonne (1953) und erhielt 1922 die Janssen Medaille der französischen Akademie der Wissenschaften. 1902 erhielt er die Verdienstmedaille in Gold des norwegischen Königs, 1939 wurde er Ritter des St. Olav-Ordens und 1954 erhielt er dessen Großkreuz.
Der Berg Størmerfjellet auf der Insel Spitzbergen wurde nach ihm benannt. Auch der Mondkrater Störmer trägt seinen Namen.

## Privates
Størmer war Amateurfotograf, der auch bekannte Persönlichkeiten in Oslo fotografierte und Fotos ausstellte. 1893, als Mathematik-Student an der Königlichen Friedrichs-Universität (heute Universität Oslo), erwarb er eine „C.P. Stirn Concealed Vest“-Spionagekamera, die er unter seinem Mantel verbergen und so unbemerkt Aufnahmen von Menschen in Alltagssituationen in Oslo machen konnte. Das Objektiv seiner Spionagekamera ragte aus einem Knopfloch heraus und sah wie ein harmloser Knopf aus. Dadurch entstanden ungestellte und ungekünstelte „Schnappschüsse“, die für die damalige Zeit, in der gestellte Atelier-Aufnahmen überwogen, noch ungewöhnlich war. Etwa 500 von Størmers Schwarz-Weiß-Aufnahmen sind erhalten geblieben. Der Aufnahmesituation geschuldet sind einige etwas unscharf, sie vermitteln aber dennoch einen Einblick in das norwegische Straßenleben gegen Ende des 19. Jahrhunderts.
Seit seiner Jugend interessierte Størmer sich für Botanik, was ein lebenslanges Hobby blieb.
1900 heiratete er Ada Clausen (1877–1973), mit der er fünf Kinder hatte. Sein Sohn Leif war Professor für Geologie in Oslo. Sein Onkel war der Erfinder und Unternehmer Henrik Christian Fredrik Størmer (1839–1900).

## Werke
- Aus den Tiefen des Weltenraums bis ins Innere der Atome, Brockhaus 1925 (norwegisches Original Oslo 1923, in fünf Sprachen übersetzt)
- The Polar Aurora, Oxford UP 1955